# Adam van Haren
Adam van Haren est un noble hollandais du XVIe siècle, né en 1540 à Fauquemont-sur-Gueule et mort le 3 mai 1589 à Arnhem, un des chefs de la révolte des Gueux et chambellan de Guillaume d'Orange.

## Biographie
Adam van Haren, fils d'Everhard von Haren (vers 1510 – vers 1589) et de Margriet von Hagen, appartient à une ancienne famille patricienne du duché de Limbourg, qui résidait à Aix-la-Chapelle ; ses ancêtres y étaient échevins ou bourgmestres.
Le père d'Adam, Everhard, quitte Aix-la-Chapelle pour des raisons politiques et religieuses : il avait choisi le parti de la Réforme. Il réside dans ses différentes propriétés du Limbourg, où Adam naît en 1540 ; il est sénéchal à Boxmeer de 1534 à 1547, puis à partir de 1555 à Cranendonck, deux villes du Brabant-Septentrional.
Adam van Haren lui succède dans ces charges. Il est l'un des signataires en 1566 de la supplique des nobles à la gouvernante des Pays-Bas, Marguerite d'Autriche. Proscrit pour sa participation à cet acte politique, il devient l'un des chefs de la révolte des Gueux, contribue à la prise de La Brielle en 1572. Il a servi en tant que chambellan Guillaume d'Orange puis le frère de ce dernier, Louis de Nassau.